# 巴康双力士介
巴康双力士介（学名：Amphileberis balcombensis）为粗面介科双力士介屬下的一个种。該物種具有殼體以及硬剌，主要分佈於台灣苗栗縣後龍鎮西南方沿海。